# Secte du lotus blanc
La Secte du lotus blanc ou Société du lotus blanc (chinois traditionnel : 白蓮教 ; chinois simplifié : 白莲教 ; pinyin : báiliánjiào) est un ensemble assez disparate de sectes chinoises syncrétiques actives du XIVe au XXe siècle, prétendant remonter à une école bouddhiste du XIIe siècle qui connut en son temps un grand succès, l'École du lotus blanc. 
Interdite dès le XIVe siècle (1308 et 1331) à cause du comportement de certaines de ses branches, elle fut vite discréditée auprès des autorités et des milieux bouddhiques, mais garda une forte présence dans la population. Selon l’Encyclopédie des Ming, l’ensemble des écoles Lotus blanc aurait totalisé deux millions de membres et participé à plus de quatre-vingt soulèvements. Sous les empereurs Qianlong et Jiaqing des Qing, une centaine d’écoles s’en seraient réclamées. Il est possible aussi que des sectes suspectes non héritières du Lotus blanc aient été incluses dans l’ensemble par les autorités. Lotus blanc n’est un autonyme que pour l’école d’origine et les sectes qui en sont issues portent chacune son nom propre, Les Huit Trigrammes (八卦教, bāguà jiào, « secte du bagua »), par exemple.
Les mouvements de révolte étant souvent encadrés par des sectes populaires, des écoles du Lotus blanc furent impliquées dans de nombreux soulèvements au cours des trois dernières dynasties, Yuan, Ming et Qing. Parmi les plus célèbres, celle des Turbans rouges menés par Zhu Yuanzhang, qui s'empressa d'ailleurs de faire interdire le Lotus blanc une fois empereur. On peut encore citer les révoltes de Tang Sai'er au début du XVe siècle et de Xu Hongru au début du XVIIe siècle (Ming), ou la Rébellion des sectes du Sud-Ouest de la fin du XVIIIe siècle (Qing).

## L’École du lotus blanc
Le nom de l'école remonte à la Société du Lotus blanc, premier groupe de dévotion au bouddha Amitabha fondé en 402 sur le mont Lu par le moine Huiyuan. Dans les siècles suivants, avec l’expansion du mouvement Terre Pure, de nombreux groupes similaires nommés Sociétés du lotus apparurent.
Probablement en 1131, Mao Ziyuan, originaire du Jiangsu, disciple d'un maître Tiantai et adepte de Terre Pure, fonda un mouvement qu’il nomma Lotus blanc en hommage à Huiyuan. En plus des prières et de la méditation, il entraînait ses disciples à se purifier et à se repentir pour entrer dans la terre pure d'Amitabha, et fonda pour cela l’Oratoire expiatoire du Lotus Blanc.
Il est devenu difficile de connaître la nature exacte de l’école et la psychologie du fondateur car leur image a été interprétée à travers les mouvements qui s’en réclameront dans les siècles suivants. Il semble qu’elle ait été au départ une authentique école bouddhiste car l’ouvrage principal de Mao Ziyuan, le Trésor de l’école du lotus du mont Lu, est cité avec admiration par des moines célèbres des dynasties ultérieures, et même inclus un moment dans le canon bouddhique des Ming. Mao obtint de l’empereur la reconnaissance de sa nouvelle école et le titre de Patriarche. Un moine Chan, Youtan, appréciait beaucoup l'école à laquelle il se joignit, et se donna beaucoup de mal pour la réhabiliter aux yeux de l’administration après sa première interdiction. Grâce à ses efforts, elle redevint légale pour 20 ans en 1311.
Néanmoins, des informations contenues dans les dossiers officiels sur le bouddhisme attribuent à Mao Ziyuan des comportements non-orthodoxes : le fondateur de Terre Pure, dans une vision, lui aurait remis une lecture secrète de ses deux textes préférés, le Sūtra du Lotus et le  Sūtra de Vimalakīrti, et il aurait eu recours à la possession divine pour leur interprétation. Obsédé par la couleur blanche, il aurait fini par ne permettre à ses disciples qu'une sorte de chou dit « légume blanc » comme aliment. Le « légume du lotus blanc » serait d’ailleurs devenu le surnom de son école.

### La mauvaise réputation
Sous les Song, le bouddhisme est moins lié aux élites sociales que sous les Tang et pénètre plus en profondeur dans la population. Avec son groupe de disciples composé pour partie de moines (ordonnés ou non) et pour partie de laïcs suivant chez eux des règles assouplies, Mao Ziyuan est dans la tendance de l'époque, mais certains de ses disciples laïcs transmettent à leur tour son enseignement selon leur propre interprétation. En un siècle la doctrine d’origine aura été nettement transformée, et d’autres mouvements sans relation avec le Lotus blanc s’en réclameront. Certains attireront sur eux et l’école d’origine les foudres des autorités. Dès la fin du XIVe siècle, le Lotus blanc, inscrit sur la liste des mouvements réprouvés, a perdu sa réputation d’école bouddhiste respectable, et seuls subsistent les mouvements populaires de plus en plus nombreux et actifs. Le nom collectif de « secte(s) du Lotus blanc » les désignera couramment à partir du XVIe siècle.

## Le mouvement du Lotus blanc
En dehors de l'école d'origine, les groupes qui se réclament du Lotus blanc se rangent dans la catégorie du taoïsme populaire et syncrétique. Leur nature exacte, leur idéologie et leurs pratiques varient, mais on retrouve un certain nombre d’influences communes et la même tendance au mélange de déités et de concepts d’origines diverses.

### Maitreya
La déité centrale de l’école d’origine, Amitabha, fut assez vite remplacée par Maitreya, le bouddha de l’avenir, favori des sectes millénaristes et divinité centrale du maitreyisme. Déjà sous les Wei du Nord, le moine Faqing, qui proposait d'abandonner le bouddhisme courant qui lui semblait dégénéré au profit du culte de Maitreya, avait provoqué une révolte populaire.
Han Shantong, initiateur du soulèvement de 1351, le premier d'une série qui ferait tomber la dynastie mongole, se présentait comme l'incarnation de Maitreya et organisait des séances de visite virtuelle au paradis Tusita pour les fidèles. Il attira de nombreux adeptes et inspira la levée d’une armée populaire appelée Armée de l’encens dont les Turbans rouges et le fondateur de la dynastie Ming faisaient partie.

### La secte Luo
Cette secte fut fondée au début du XVIe siècle (Ming) par le moine chan Luo Menghong du Shandong. Mouvement syncrétique, il associait le bouddhisme Terre Pure au culte d'une divinité taoïste, la Mère ancienne non-née. Il recruta tout d'abord dans le milieu des militaires responsables des convois de ravitaillement, qui diffusaient sa doctrine au fil de leurs déplacements. Comme il se déclarait ennemi du Lotus blanc et du culte de Maitreya, il obtint un moment la reconnaissance officielle sous le nom d'École du non-agir. Néanmoins, il ne tarda pas à être mis à l'index à son tour, eu égard au rôle stratégique de ses fidèles de base, les militaires. Il n'en continua pas moins d'exercer jusqu'à la fin des Qing une grande influence, y compris sur les sectes du Lotus blanc.

### Manichéisme
Présent en Chine à partir des Tang, le manichéisme influença la religion populaire chinoise, surtout sous les Song dans le Fujian où apparurent des « Écoles de la lumière » associant religion locale et concepts manichéistes. Centrées sur le thème du bien triomphant du mal, ces écoles seront aussi à l'origine de rébellions, à commencer par celle de Fangla sous les Song du Nord. Une croyance populaire chinoise - qui n'a jamais pu être prouvée - est que Zhu Yuanzhang aurait choisi le nom de sa dynastie (Ming, « lumière ») sous l'influence des éléments manichéistes de la religion populaire.

### Courant Xiantian Dao
On retrouve dans beaucoup de sectes du Lotus blanc le même ensemble de divinités que dans les écoles du courant du Ciel des origines fondé au XVIIIe siècle par Huang Dehui de la mouvance Quanzhen. Un certain nombre d'entre elles se réclament des deux lignées.

## Fiction
- Le « Lotus Blanc » apparaît dans le jeu Mortal Kombat.
- Le personnage de Pei Mei dans le film Kill Bill de Quentin Tarantino est censé appartenir à l'ordre du « Lotus blanc ».
- Le « Lotus blanc » est le nom de la société secrète que le juge Ti démantèle dans le roman Meurtre sur un bateau-de-fleurs écrit par Robert Van Gulik.
- Dans Drunken Master 3 (1994), la secte est l'antagoniste de l'histoire.
- Dans Il était une fois en Chine 2 : La Secte du lotus blanc, de Tsui Hark, Wong Fei-hung lutte contre la secte du « Lotus blanc ».
- Il existe dans Avatar, le dernier maître de l'air un ordre secret nommé le « Lotus blanc », dont fait notamment partie l'oncle Iroh.
- Dans Gundam Wing, les révolutionnaires des colonies (partisan de treize) prennent le nom de « Lotus blanc ».
- Dans le jeu vidéo Martial Masters (en) sorti en 1999 l'un des personnages qui se nomme Lotus Master est le leader de la secte du « Lotus blanc ».